# 安氏南麗魚
安氏南麗魚，為輻鰭魚綱鱸形目隆頭魚亞目慈鯛科的其中一種，分布於南美洲伊瓜蘇河及烏拉圭河上游流域，體長可達7.7公分，棲息在河川中底層水域，生活習性不明。

## 擴展閱讀
維基物種上的相關：安氏南麗魚